# 比嘉佑直
比嘉 祐直 （ひが ゆうちょく、1910年2月8日 - 1994年11月4日）は、日本の小林流空手家。17歳から空手を始め、首里手系、那覇手系の技を学んだ。沖縄県那覇市の那覇市議会議員、市議会議長等も務めた政治家。沖縄県那覇市出身。

武歴
1927年、比嘉の父親の門弟だった城間次郎（首里手）の下で唐手を始める。　
1934年、宮城長順（剛柔流の開祖）の弟子である新里仁安（那覇手）に師事。
1935年、宮平政英（首里手）に師事。
1941年、自宅で空手指導を始める。
1948年には知花朝信（首里手）に師事。
1954年、自身の道場を「究道館」と名付ける。
1965年、沖縄空手道連盟会長に就任。
1965年に知花から九段位を授与される。
1967年、全沖縄空手道連盟理事長に就任。
1971年、全沖縄空手道連盟会長に就任。
1976年、全沖縄空手道連盟より範士十段免許授与。
1994年、逝去。
他に、花城長茂から首里手系の型であるジオン、本部朝勇の門下である赤嶺翁からソーチン・二十四・雲手、同じく本部朝勇の門下である金城から五十四歩を伝授された。